# Ernesto Robinson Terán
Ernesto Gabriel Robinson Terán (28 de junio de 1968 en Reynosa, Tamaulipas) es un político mexicano, adscrito al Partido Revolucionario Institucional. En el ámbito político es conocido bajo el apelativo de "Neto Robinson" y fue candidato por el PRI a la Presidencia Municipal de Reynosa

## Biografía
Hijo de Tomás Robinson y Leticia Terán de Robinson. Estudió la licenciatura en Economía. Se encuentra casado con Verónica Gómez Ríos, con quien ha procreado dos hijos: Ernesto y Carolina.
Miembro del PRI desde 1987. Al principio de su carrera profesional y desde 1993 desempeñó varios trabajos para el organismo público descentralizado Caminos y Puentes Federales (CAPUFE) de la Secretaría de Comunicaciones y Transportes

## Carrera política
En 1999 se integra a la presidencia municipal de Reynosa como secretario técnico para luego convertirse en secretario particular del presidente municipal, Luis Gerardo Higareda. Entre 2005 y 2007 fue coordinador regional del Seguro de Protección y desde 2007 hasta 2010 Subdirector Administrativo del Hospital General de Reynosa. En 2006 coordina la campaña a la presidencia municipal de Reynosa. A partir del 1 de enero de 2011 es nombrado Secretario de Desarrollo Social del municipio.
En 2013 su partido lo lanzó como candidato a una diputación local por el Distrito VI de Tamaulipas iniciando su campaña el 19 de mayo de dicho año, resultando electo para tal cargo en las elecciones de 2013.
En el 2016 diputado local por el VI Distrito para la LXII Legislatura del Congreso del Estado de Tamaulipas. El 11 de febrero del 2016, se dio a conocer que será el candidato del PRI a la alcaldía de Reynosa, Tamaulipas.[cita requerida]